# Africada labiodental sonora
Um africada labiodental sonora ([b̪͡v] no AFI) é uma consoante africada rara que é iniciada como uma parada labiodental sonora [b̪] e liberada como uma fricativa labiodental sonora [v].

## Características
- Existem duas variantes do componente de parada: bilabial, o que significa que é articulado com os dois lábios e labiodental, ou seja, está articulado com o lábio inferior e os dentes superiores.
- O africado com este componente de parada é denominado bilabial-labiodental. labiodental, ou seja, está articulado com o lábio inferior e os dentes superiores.
- O componente fricativo desta africada é labiodental, articulado com o lábio inferior e os dentes superiores.
- Sua fonação é sonora, o que significa que as cordas vocais vibram durante a articulação.
- É uma consoante oral, o que significa que o ar só pode escapar pela boca.
- O mecanismo da corrente de ar é pulmonar, o que significa que é articulado empurrando o ar apenas com os pulmões e o diafragma, como na maioria dos sons.
- Sua forma de articulação é africada, o que significa que é produzida primeiro interrompendo totalmente o fluxo de ar, depois permitindo o fluxo de ar através de um canal restrito no local de articulação, causando turbulência.

## Ocorrência
| Língua       | Língua                        | Palavra             | AFI                    | Significado              | Notas |
| ------------ | ----------------------------- | ------------------- | ---------------------- | ------------------------ | --- |
| Neerlandês   | Dialeto Orsmaal-Gussenhoven   | vèès                | [b̪͡vɛːs]                | Ferrar                   | Labiodental; alofone ocasional de /v/; distribuição pouco clara.                                                                                                |
| Italiano     | Alguns dialetos do centro-sul | in vetta            | [iɱˈb̪͡vet̪t̪ä]            | No topo                  | Labiodental, alofone de /f/ depois de consoantes nasais. |
| Luxemburguês | Luxemburguês                  | Kampf am Ënnergrond | [ˈkʰɑmb͡v ɑm ˈənɐɡʀont] | Batalha debaixo da terra | Ocorre apenas palavra-finalmente antes de palavras que começam com vogais (quando pronunciadas sem uma pausa entre elas) em empréstimos linguísticos do alemão. |
| Ngiti        | Ngiti                         | abvɔ                | [āb̪͡vɔ̄]                 | Vinha espinhenta         | Menos comumente [p͡ɸ]. |
| Tsonga       | Dialeto xiNkuna               | shilebvu            | [ʃileb̪͡vu]              | Queixo                   | |